# Aliaxandr Buikevich
Aliaxandr Mikalayevich Buikevich –en bielorruso, Аляксандр Мікалаевіч Буйкевіч– (Brest, 19 de noviembre de 1984) es un deportista bielorruso que compitió en esgrima, especialista en la modalidad de sable.
Ganó una medalla de plata en el Campeonato Mundial de Esgrima de 2011 y cuatro medallas en el Campeonato Europeo de Esgrima entre los años 2007 y 2012.
Participó en tres Juegos Olímpicos de Verano, entre los años 2008 y 2016, ocupando el quinto lugar en Pekín 2008 y el séptimo en Londres 2012, en ambas ocasiones en la prueba por equipos.

## Palmarés internacional
| Campeonato Mundial | Campeonato Mundial | Campeonato Mundial | Campeonato Mundial |
| Año                | Lugar              | Medalla            | Prueba             |
| ------------------ | ------------------ | ------------------ | ------------------ |
| 2011               | Catania (Italia)   | Medalla de plata   | Sable por equipos  |
| Campeonato Europeo |                    |                    |                    |
| Año                | Lugar              | Medalla            | Prueba             |
| 2007               | Gante (Bélgica)    | Medalla de plata   | Sable por equipos  |
| 2008               | Kiev (Ucrania)     | Medalla de oro     | Sable individual   |
| 2008               | Kiev (Ucrania)     | Medalla de bronce  | Sable por equipos  |
| 2012               | Legnano (Italia)   | Medalla de bronce  | Sable individual   |